# Doisynoestrol
Doisynoestrol (tên thương hiệu Fenocyclin, Surestrine, Surestryl; cựu tên mã phát triển RS-2874), còn được gọi là fenocycline, cũng như cis axit -bisdehydrodoisynolic 7-metyl ete (BDDA ME), là một tổng hợp estrogen không steroid của axit doisynolic nhóm đó là không còn trên thị trường. Nó là một methyl ether của axit bonomehydrodoisynolic. Doisynoestrol đã được mô tả trong tài liệu vào năm 1945.